# مرسدس (برند)
مرسدس (انگلیسی: Mercedes) شرکت خودروسازی آلمانی بود، که در سال ۱۹۰۰ توسط گوتلیب دایملر تأسیس شد.